# Khalid ibn al-Walid
Khālid ibn al-Walīd (arabă: خالد بن الوليد‎; 592–642) a fost unul dintre tovarășii profetului Muhammad și unul dintre cei mai importanți luptători și conducători ai armatei islamice în perioada timpurie și formatoare a islamului. A fost supranumit Sayf Allāh al-Maslūl (Sabia lui Allah) datorită curajului și a vitejiei sale, fiind considerat o veritabilă armă pentru apărarea intereselor lumii islamice aflată într-o periaodă crâncenă, în timpul profetului Muhammad și al primilor doi califi bine-călăuziți, și anume Abu Bakr și Umar.

## Personalitatea lui Khalid
Tradiția îl descrie ca pe un bărbat ce etala multe calități pozitive, unind în personalitatea sa: atât frumusețea fizică, cât și pe cea intelectuală. Statura impresionantă, umerii lați, fizicul puternic, intelectul deosebit, gândurile nobile și ușurința cu care manevra sabia sunt calitățile ce l-au făcut pe Khalid ibn al-Walid să devină unul dintre cei mai importanți comandanți ai armatei islamice. Khalid ibn al-Walid a fost fiul conducătorului clanului Banu Makhzoom originar din Mecca și încă din copilărie s-a evidențiat prin curaj, agilitate și zburdălnicie. În tinerețe, acesta și-a perfecționat calitățile de previziune și planificare militară, devenind una dintre cele mai importante figuri din clanul Banu Makhzoom. Înainte de a se converti la islam, acesta a luptat împotriva armatei musulmanilor, fiind șef de batalion și comandant al cavaleriei în bătălii precum cea de la Uhud.
În perioada în care se afla la comandă, Peninsula Arabă a fost unită într-o entitate militară și anume califatul, acesta ieșind victorios în peste o sută de bătălii împotriva Imperiului Bizantin, a Imperiului Sasanid și a unor triburi arabe din zonă. Implicarea luiKhalid ibn al-Walid a fost decisivă în bătălii precum cele de la Yamama, Firaz, Walaja și Yarmuk, iar realizările sale militare includ cucerirea unor părți din Peninsula Arabă, Mesopotamia persană și Siria bizantină între anii 632 și 636.
În timpul vieții profetului Muhammad, Khalid ibn al-Walid se afla la conducerea lui Banu Makhzoom, un important clan de la Mecca, fiind decisiv prin calitățile sale de strateg militar în obținerea victoriei meccanilor asupra musulmanilor la bătălia de la Uhud. Khalid s-a convertit la islam în anul 629 și a participat la campania militară nereușită împotriva bizantinilor în sudul Iordaniei, dar și la cucerirea Meccai de către musulmani. Profetul Muhammad avea o încredere deosebită în Khalid ibn al-Walid, trimițându-l să cucerească Dumat al-Jamal și să negocieze convertirea la islam a importantului trib din Yemen, Banu al-Harithah.
După moartea profetului Muhammad, Khalid ibn al-Walid a devenit un important conducător al armatei musulmane în timpul războaielor Ridda, care au unit întreaga Peninsulă Arabă sub autoritatea califatului islamic. Khalid și-a dovedit și ulterior calitățile de conducător militar cu o inteligență strategică deosebită, în războaiele împotriva forțelor sasanide din Irak, și a armatelor bizantine din Siria. În 636, Khalid ibn al-Walid a obținut cea mai importantă victorie a sa, în Bătălia de la Yarmuk, care a durat 6 zile, și s-a terminat cu victoria musulmanilor asupra bizantinilor. Conform cronicilor, câteodată, personalitatea lui Khalid pare să fi fost una impulsivă, ignorând uneori ordinile califului, el fiind încă legat de trecutul preislamic, însă acesta avea să devină un erou al lumii islamice și un simbol al naționalismului arab.

## Începutul vieții lui Khalid
La scurt timp de la nașterea sa, Khalid a fost luat de lângă mama sa și trimis la un trib beduin din deșert, acesta fiind obiceiul la marile clanuri ale tribului Quraysh din Mecca pentru a învăța araba pură. O mamă adoptivă i-a fost găsită, care urma să îl alăpteze și să îl crească. Faptul că a trăit în deșert, l-a făcut pe Khalid să dobândească puterea impunătoare și sănătatea viguroasă ce aveau să îl însoțească de-a lungul vieții. Khalid a trăit printre arabii deșertului până la vârsta de 5 sau 6 ani, când avea să se întoarcă la părinții săi la Mecca. Tatăl lui Khalid a reușit cu succes să îi insufle fiului său calități, precum: tenacitatea, vitejia, curajul, bărbăția specifică arabilor din acea perioadă, dar și generozitatea, noblețea, îndemânarea în luptă.
Clanul Banu Makhzoom era responsabil cu apărarea tribului Quraysh din Mecca, și astfel, membrii acestui clan erau printre cei mai buni călăreți din Peninsula Arabă, ei fiind de asemenea specialiști în creșterea cailor care erau folosiți în luptă de către tribul Quraysh. Khalid a învățat încă de mic călăria și multe tehnici de luptă, el devenind un specialist în manevrarea armelor și lăsând impresia unui talent natural. Fiind înzestrat cu asemenea calități, el a devenit una dintre cele  mai admirate personaje de la Mecca, popularitatea sa crescând și datorită fizicului sau impunător și a personalității sale puternice.
Khalid era înrudit cu cel ce avea să devină al doilea calif din cei patru califi rashidun, bine-călăuzitori, Umar ibn al-Khattab. Cei doi erau prieteni, și adesea se întreceau în aproape tot ceea ce făceau, ambii fiind înzestrați cu multă inteligență, putere și vigurozitate.

## Perioada profetului Muhammad și convertirea lui Khalid la islam
După ce profetul Muhammad și-a început misiunea de chemare în islam a membrilor din tribul Quraysh, acțiunile sale au devenit subiecte importante de discuție în casa al-Walid. Adesea, al-Walid stătea seara cu fiii săi și cu alte rude discutând acțiunile recente ale lui Muhammad, precum și ceea ce încerca tribul Quraysh pentru a contracara aceste acțiuni. Uneori, se discută despre încercările de a îl convinge pe Muhammad să se oprească, prin intermediul unchiului său Abu Talib, acestea însă nu au avut efect, Muhammad continuându-și misiunea.
După plecarea profetului Muhammad de la Mecca la Medina, au avut loc multe lupte între musulmanii de la Medina și qurayshitii de la Mecca. Khalid nu a participat la bătălia de la Badr, însă a participat fratele său mai mare, Walid ibn al-Walid, care a fost capturat de către musulmani și ținut ca prizonier. Ulterior, acesta avea să se convertească la islam. În bătălia de la Uhud, Khalid a fost decisiv în obținerea victoriei asupra musulmanilor, el dovedindu-și în acea bătălie calitățile de strategie militară (625). Ultima bătălie pe care Khalid a dus-o împotriva musulmanilor a fost în 627, și anume Bătălia Tranșeelor.
În anul 628, a avut loc Pactul de la Huddaybiyya între musulmanii de la Medina și qurayshitii de la Mecca. În perioada următoare, a avut loc o schimbare în gândirea lui Khalid. Acesta și-a amintit de bătălia de la Uhud și de felul în care profetul Muhammad și-a organizat armată. El a fost uimit de puterea pe care o aveau musulmanii, deși erau total depășiți din punct de vedere numeric. Fratele lui Khalid, Walid ibn al-Walid, i-a trimis câteva scrisori de la Medina în care încerca să îl convingă să se convertească la islam. În final, Khalid s-a hotărât să se convertească la islam, și a plecat de la Mecca spre Medina, în ciuda amenințărilor lui Abu Sufyan ibn Harb. La 31 mai 629, Khalid ajunge la Medina, este primit de fratele său Walid, și își declară intenția de a se converti la islam.

## Primele acțiuni militare după convertire
La trei luni după ce a ajuns la Medina, Khalid a avut ocazia de a își demonstra calitățile de luptător și comandant, de această dată pentru credința pe care o alesese de curând. Profetul Muhammad a trimis un reprezentat la conducătorul ghassanizilor din Siria, vasali ai Imperiului Bizantin, însă acest reprezentat a fost capturat și ucis la Mu'tah de căpetenia unui trib local ghassanid sub numele de Shurahbil ibn Amr. Ca rezultat al acestui eveniment, Muhammad a pregătit o expediție militară împotriva Ghassanizilor. Muhammad l-a numit pe Zayd ibn al-Harithah comandant al armatei trimise, iar pe Ja'far ibn Abi Talib și Abd Allah ibn Rawahah ca înlocuitori ai acestuia. În cazul în care toți cei trei șefi ai armatei trimise ar fi căzut în luptă, misiunea de a alege un nou comandant rămânea în mâinile luptătorilor participanți la expediția militară. Cei trei comandanți ai armatei musulmane au fost uciși, iar oamenii l-au ales pe Khalid ibn al-Walid pentru a fi comandantul armatei. Bătălia de la Mu'tah avea să se termine cu înfrângerea musulmanilor, aflați în număr de 3000 de oameni, în fața armatei bizantine formată din 200,000 de oameni. Khalid și-a dovedit însă calitatea de comandant, el  evitând un veritabil masacru pentru armata musulmană, și reușind o retragere strategică. Tradiția spune că Khalid s-a luptat cu o ardoare deosebită în această bătălie, el rupând nu mai puțin de nouă săbii în timpul luptei. După această bătălie, Khalid a fost supranumit “Sabia lui Allah” de către profetul Muhammad.
Când a avut loc Pactul de la Hudaybiyya, între musulmanii de la Medina și qurayshitii de la Mecca, tribul Khuza a intrat în această înțelegere de partea musulmanilor, iar tribul Bani Bakr a fost inclus în pact de partea Qurayshitilor. Între aceste două triburi existau diferite neînțelegeri încă din perioada preislamică, iar odată cu acest pact se aștepta ca această rivalitate să fie dată la o parte, însă lucrurile nu au stat in acest fel. Cei din tribul Bani Bakr au organizat într-o noapte o razie asupra celor din tribul Khuza, cu ajutorul secret al tribului Quraysh. În acest raid, au fost uciși 20 de membri ai tribului Khuza. O delegație a tribului Khuza a fost trimisă la Medina pentru a îl informa pe profetul Muhammad despre această încălcare a pactului.
În acel an, 630, Profetul a hotărât să se îndrepte spre Mecca pentru a o cuceri. În această expediție militară, Khalid a condus una dintre cele patru armate ce au intrat în Mecca prin patru rute diferite. Tot în acel an, Khalid a participat la bătălia Hunayn. Profetul Muhammad avea o încredere deosebită în Khalid ibn al-Walid, fiind trimis de către acesta pentru a cuceri Dumat al-Jamal. În anul 631, profetul a trimis o expediție militară sub comanda lui Khalid ibn al-Walid la tribul Banu al-Harithah din nordul Yemenului. Khalid a avut misiunea de a negocia convertirea acestora la islam. Khalid a ajuns la Najran, iar membrii tribului Banu al-Harithah au acceptat chemare la islam. Khalid a rămas câteva luni la Najran pentru a îi învăța pe membrii tribului mai multe despre islam. Aceasta a fost ultima misiune efectuată de Khalid în timpul vieții Profetului Muhammad.

## Khalid în timpul primilor doi califi
După moartea profetului Muhammad, unele triburi arabe puternice au pornit un soi de revolte împotriva conducerii de la Medina. În realitate, unele forme de apostazie ale unor triburi arabe au început încă din timpul vieții lui Muhammad, însă acestea au început să reprezintă un pericol abia după moartea sa. Primul calif, Abu Bakr, avea misiunea de a ține piept triburilor în care apăruse apostazia. Abu Bakr a împărțit armata în mai multe brigăzi, una dintre ele și cea mai importantă fiind condusă de Khalid ib al-Walid, care a fost trimis să oprească cele mai importante puncte ale rebelilor. Khalid a avut misiunea să se îndrepte spre Tulaiha ibn Khuwaylad la Buzakha și Malik ibn Nuwayrah la Butah. Khalid i-a învins pe ambii în bătăliile de la Buzakha și Butah. Khalid a ordonat execuția lui Malik ibn Nuwayrah, și astfel musulmanii și-au recuperate puterea în Nejd. În 632, Khalid l-a învins pe Musaylimah al-Kaddab la bătălia de la Yamama, dispărând astfel cea mai mare parte a rebeliunii pornite de unele triburi arabe după moartea lui Muhammad.
După ce rebeliunea a fost învinsă și deși musulmanii se temeau într-o oarecare măsură de Imperiul Persan din cauza a ceea ce demonstrase acesta pe plan militar, Abu Bakr s-a hotărât să extindă Imperiul Islamic începând cu zona Eufratului din Mesopotamia inferioară (Irakul de astăzi). Abu Bakr l-a trimis pe Khalid ibn al-Walid să se lupte cu persanii și să cucerească Irakul, punând sub comanda să o armată formată din 18,000 de luptători. Khalid a câștigat în  patru bătălii consecutive și anume Bătălia Lanțurilor, Bătălia Râului, Walaja și Ullais în anul 633, și terminând cu al-Hira în Mai 633. Astfel aproape toată zona Mesopotamiei inferioare a devenit controlată de Khalid ibn al-Walid. În 634, Khalid a cucerit și orașul Damasc, după un asediu ce a durat 30 de zile. În timpul asediului pe care Khalid îl efectua asupra orașului Damasc, Abu Bakr a decedat, iar Umar ibn al-Khattab a devenit noul calif al Imperiului Islamic.
Cea mai important bătălie a lui Khalid ibn al-Wlaid în timpul celui de-al doilea calif Umar este Bătălia de la Yarmuk. După ce cuceriseră Emesa, musulmanii s-au îndreptat spre nord pentru a cuceri întreaga zona nordică a Siriei. Împăratul Heraclius a adunat mai multe triburi arabe ce se opuneau islamului, și câteva brigăzi armene. Unele surse afirma că această armată ar fi fost formată din 100,000 de oameni, iar altele afrima că ar fi fost formată din 200,000 de oameni. Armata musulmanilor era formată din 24,000 de oameni. Khalid nu se mai afla la conducerea armatei islamice, Abu Ubaidah fiind comandantul armatei, la ordinele califului Umar. Khalid a simițit amenințarea venită din partea bizantinilor și i-a propus lui Abu Ubaidah ca întreaga armată din zonă să se adune la Jabiya și să aibă loc o bătălie decisivă în acea zonă. Această acțiune i-a încurcat planurile lui Heraclius care nu dorea o luptă în câmp deschis. Tot la sugestia lui Khalid, armata s-a îndreptat spre malul râului Yarmuk, iar Abu Ubaidah a hotărât că Khalid să devină comandant al luptei. Bătălia a durat 6 zile, și s-a terminat cu victoria impresionantă a armatei musulmane, care era depășită clar din punct de vedere numeric.

## Deces
Khalid s-a stabilit în ultimii ani ai vieții la Emesa (Homs). Când era pe patul morții, acesta și-a exprimat supărarea că moare în acest fel, spunându-i unui prieten că ar fi vrut să moară pe câmpul de luptă, și în niciun caz zăcând pe un pat. Ar fi vrut să moară cu sabia în mâna luptându-se așa cum a făcut toată viața sa. Khalid a decedat la Homs în anul 642. Mormântul său este la o moschee ce îi poarta numele.